# Lossoth
Los lossoth (que se puede traducir como ‘multitud de nieve’ del sindarin), también llamados hombres de la nieve de Forochel o simplemente hombres de las nieves, son un pueblo ficticio de hombres que en las obras del escritor británico J. R. R. Tolkien habitaban en la bahía de Forochel, al noroeste de la Tierra Media. Eran descendientes de los hombres que habían permanecido en el lejano Norte desde la Primera Edad del Sol sin tener aparente relación con las tres casas de los edain, llamados Forodwaith como esa región septentrional. Aparecen en el Apéndice A de El Señor de los Anillos y Christopher Tolkien los menciona en otras obras, como en los índices de El Silmarillion.

## Etimología y significado del nombre
La palabra lossoth es sindarin y está compuesta de dos formantes: loss (‘nieve’) + hoth (‘multitud’, ‘hueste’, ‘horda’, con un cierto tono peyorativo), para dar loss(h)oth (‘multitud de nieve’), los hombres de las nieves.
El singular para referirse a un miembro de esta raza sería lossadan: loss (‘nieve’) + adan (‘hombre’); literalmente ‘hombre de nieve’.

## Descripción

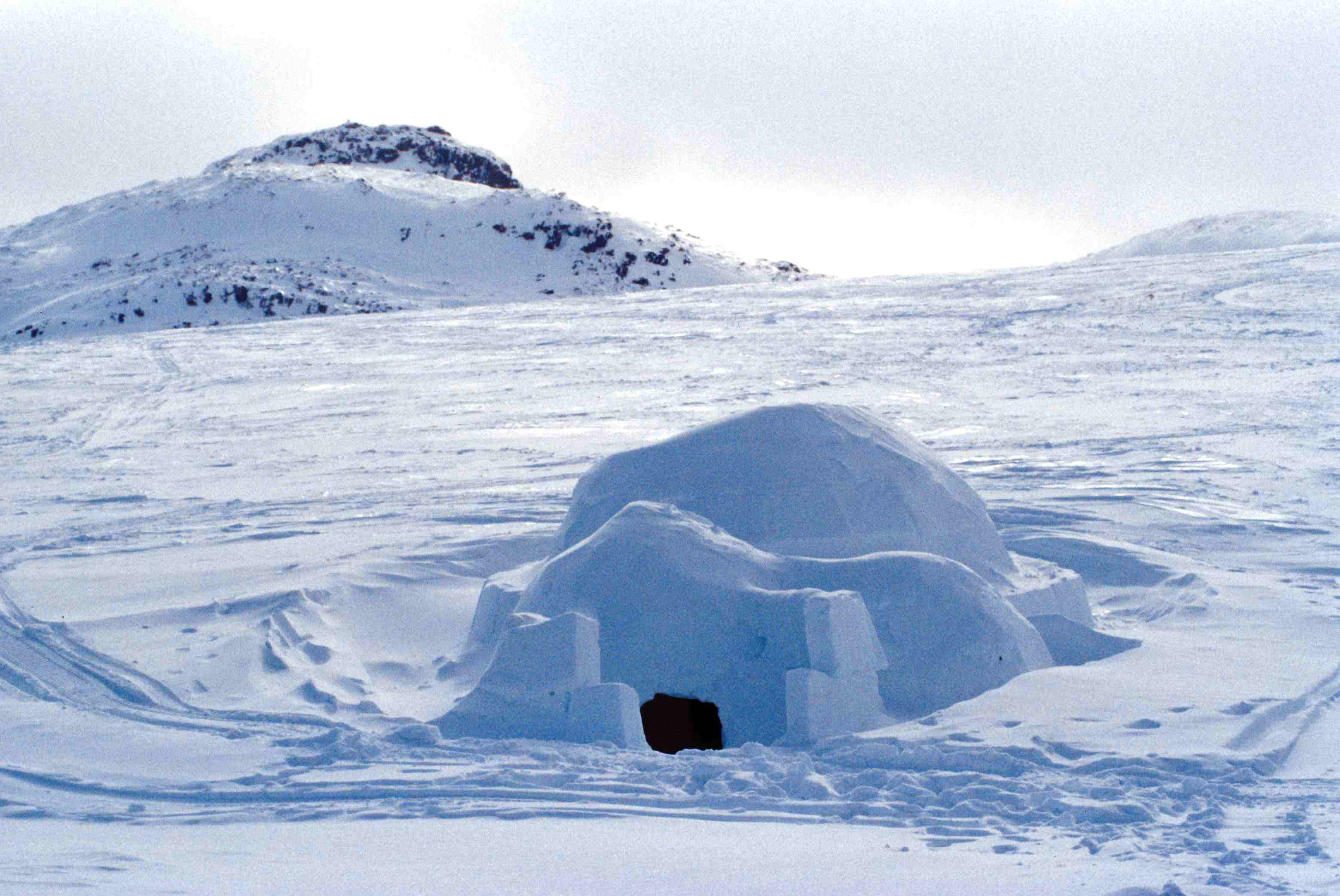
Choza de nieve o iglú, similar a las que podrían haber usado los lossoth.

Tenían una existencia seminómada en tierras heladas. La descripción que Tolkien da de ellos en los Apéndices de El Señor de los Anillos concordaría con la del pueblo inuit. Tolkien deja ver que conocían el uso de las raquetas para la nieve («son capaces de correr sobre el hielo con huesos sujetos a los pies»), del trineo («tienen carros sin ruedas») y que construían iglúes («chozas de nieve»).
Tolkien les atribuye cierto poder premonitorio cuando dice que «olían el peligro en el aire», refiriéndose al inminente naufragio de Arvedui y sus hombres.

## Historia
Arvedui, el último rey de Arthedain, después de la derrota que sufrió a manos del Rey Brujo de Angmar en 1974 T. E., se vio forzado a huir al norte a caballo con unos pocos miembros de su guardia. Cuando el hambre les acosó, no tuvieron más remedio que pedir ayuda a una tribu de lossoth que acampaba a la orilla del mar. Al principio no le ayudaron de buen grado, puesto que las joyas que Arvedui les podía ofrecer a cambio carecían de valor alguno para ellos; y en cambio temían al Rey Brujo, al que creían capaz de alterar el tiempo atmosférico a voluntad. Sin embargo, finalmente, en parte por compasión y en parte temiendo las armas que portaban los dúnedain, les dieron alimento y cobijo en chozas de nieve.
Muertos sus caballos, la compañía de Arvedui no tuvo más remedio que permanecer en la bahía de Forochel hasta que un barco enviado por Círdan llegó en su rescate desde Lindon en marzo de 1975 T. E., una vez pasado el invierno, aunque no sin dificultades por el hielo. Los lossoth sintieron asombro y temor al ver el barco, porque nunca habían visto nada parecido. El contacto con los hombres de Arvedui les había hecho menos desconfiados, y consintieron en llevarles en trineo hasta el barco, aunque advirtieron a Arvedui de su aprensión contra el «monstruo del Mar», aconsejándole que permaneciera con ellos.
El Rey, desoyendo el consejo, subió al barco y, en agradecimiento por su ayuda y cuidados, entregó a los lossoth el Anillo de Barahir, que se había conservado en la casa de Isildur a lo largo de los siglos. De esta manera, el anillo se salvó, puesto que la aprensión de los lossoth era fundada: el barco se hundió al poco de zarpar. Tiempo después, los dúnedain recobraron el anillo pagando un gran rescate en elementos que los lossoth necesitaban para vivir, es decir, alimentos, vestimentas o armas, tal como se lo había prometido el último rey de los dúnedain del norte.

## Creación y evolución
En los tres manuscritos sucesivos (llamados A, B y C por Christopher Tolkien) que han sobrevivido de la composición de la historia de los herederos de Elendil que finalmente se publicó en el Apéndice A de El Señor de los Anillos no hay rastro del relato del viaje de Arvedui entre los hombres de nieve de Forochel. Este relato aparece directamente casi tal y como se publicó en el cuarto texto mecanografiado de la sección I (iii) del Apéndice A, que es el primero que expande esta sección desde una escueta lista de media página a un completo relato histórico en forma narrativa de veinte páginas. Sin embargo, Christopher Tolkien, conociendo a su padre, ve difícil de creer que el relato «se escribiera a sí mismo», de lo que se deduce la pérdida de algún manuscrito previo.
Tolkien mostró el deseo de dar un papel significativo en alguna de sus historias por escribir a la ambientación helada de los lossoth y Forochel cuando, respondiendo al interés de Naomi Mitchison por ese escenario, le contestó en una carta de fecha 25 de septiembre de 1954:

Lamento que a la Bahía de Hielo de Forochel no se le haya dado (hasta ahora) un papel significativo.

## Adaptaciones
Los lossoth son una de las quince razas humanas con las que es posible crear un personaje en las dos ediciones (1984 y 1993) del juego de rol El Señor de los Anillos, el juego de rol de la Tierra Media, el primer juego de rol oficialmente ambientado en el universo ficticio creado por Tolkien. En este juego se los describe e ilustra con características tomadas de la iconografía y cultura esquimal: cazadores y recolectores nómadas monógamos de linaje matrilineal y animistas. Visten con cuero y pieles de animales marinos, y trabajan la piedra y el hueso. Su idioma, sin escritura, se llama labba. Se ha publicado una descripción más detallada de esta raza y sus costumbres en el módulo de expansión titulado El reino de Arthedain, los montaraces del norte.
En el videojuego de rol multijugador masivo en línea titulado The Lord of the Rings Online, los lossoth son introducidos como parte de la ambientación del Libro XIII de la trama principal, titulado «El destino del último rey», cuya acción se desarrolla en la bahía de Forochel.